# 山田真子
山田 真子（やまだ まこ、1994年5月26日 - ）は、日本の女子キックボクサー・元プロボクサー。福岡県糸島市出身。KINGS所属。元WBO女子世界ミニフライ級王者。ボクシング時代は博多協栄ボクシングジム所属していた。
姉である山田紗暉もプロボクサーで、「福岡の女版亀田兄弟」と称される。兄弟は他にバンドマンの兄がいる。フォアザグラウンドとマネジメント契約を結んでいる。

## 来歴
姉とともに小学校より格闘技に打ち込み、空手・テコンドー・キックボクシング・ボクシングで多くのタイトルを獲得。
プロキックボクサーとしてデビューするまでは、JBCの興行にて黒木優子らを相手にエキシビション戦を5度経験した。

### プロキックボクシング
2009年9月27日、J-GIRLSジュニア50タイトルマッチで王者日下部奈々に3-0の判定勝ちを収め王座を獲得。アマチュアでは89戦79勝7敗3分の成績を残す。
2010年5月30日、J-GIRLSでプロデビューし、yu-kidに3-0の判定勝ちを収めた。
2010年9月20日、J-GIRLSアトム級次期王座挑戦者決定トーナメント決勝で美保に3-0の判定勝ちを収め、王座挑戦権を獲得した。
2010年12月12日、J-GIRLSアトム級王者Little Tigerに挑戦し、3-0の判定勝ちで王座を獲得した。

### プロボクシング
2012年2月19日のJ-GIRLSでの伊藤紗弥とのエキシビションを以ってキックボクシング引退、ボクシング転向を表明した。姉と同じ博多協栄ジムに所属し、3月11日のJBCプロテストを受験。合格を果たし日本初の姉妹プロボクサーとなった。
2012年4月15日、小倉北体育館におけるモッタノーイ・ソースックラート戦でプロボクシングデビュー。判定勝利を飾る。
2012年9月30日、福岡市九電記念体育館にて田中奈浦子に判定で勝利し2連勝。
2012年12月9日、地元の糸島市伊都文化会館にて初の6回戦としてそれまで5連勝かつ3連続KO勝利中だったニンパヤーシットサイトーンを1回KOで倒し、3連勝。
2013年2月9日、敵地大阪に乗り込み、アゼリア大正にて新設されたG Legendアトム級チャンピオンシップを懸けて岩川美花と対戦。2階級落としてきた元アマチュア王者に3-0の判定で勝利し、記念すべきG Legendチャンピオン第1号に輝いた。キック時代同様4戦目での戴冠であった。
2013年8月11日、糸島でペットナリー・ソー・プライトーンと対戦し、3回TKO勝利。
2013年12月21日、福岡市九電記念体育館にて世界前哨戦としてWBC世界女子バンタム級24位のチャマゴーン・シットサイトーンと対戦、初のサウスポーに苦戦したものの、3-0の判定勝利。

#### 世界王座奪取
2014年2月9日、韓国で弘蘇云が持つWBO女子世界ミニフライ級王座に挑戦。試合は2-1の判定で勝利し王座奪取に成功した。日本人女子としては初のWBOタイトル、ファイティング原田、井岡弘樹、亀田興毅に続く4人目であり女子では初の10代（安藤麻里を抜く最年少記録）、キックボクシング出身者として初、2008年の富樫直美以来5年5ヶ月ぶりJBC女子では2人目となる海外での奪取、そして西部日本協会加盟ジムから初の女子世界王者という記録ずくめの王座獲得となった。また、7戦目での世界王座奪取は男子では井岡一翔が持っていた当時の国内最短記録と並ぶ数字である（その後井上尚弥が6戦、田中恒成が5戦に更新。女子の最短記録は前出の富樫の4戦で、後に佐伯霞、晝田瑞希も並ぶ）。
2014年5月31日、一身上の都合によりJBCに引退届提出。後にボクシング・ビートにて父と所属ジムとの間のトラブルが原因であることと9月に池原シーサー久美子相手に防衛戦を予定していたと報じられた。なお、日本のジムに所属する女子プロボクサーで世界王者のまま引退したのは山田が初である。

### キックボクシング復帰
ボクシング引退後、キックボクシングへの復帰を決める。
2014年12月14日、宗像ユリックスで開かれた「NEO GENERATION STIR」で復帰戦を行い、ジョン・イエジン（韓国）に3-0で判定勝ちを飾った。
2018年11月18日、小倉北体育館で開催された「ナックルズ」で元OPBF東洋太平洋女子スーパーバンタム級王者の高野人母美とボクシングルールで対戦し、6回判定勝ちを収めた。
2019年11月08日、約5年ぶりのキックボクシング復帰戦となったK-1 KRUSH FIGHTでMOEと対戦し、本戦は判定ドローになるも、延長ラウンドで判定2-1で勝利で収めた。
2023年11月25日、Krush.155で松谷綺と対戦予定だったが、負傷により欠場することになった。

## 戦績

### プロキックボクシング
| キックボクシング 戦績 | キックボクシング 戦績 | キックボクシング 戦績 | キックボクシング 戦績 | キックボクシング 戦績 | キックボクシング 戦績 | キックボクシング 戦績 |
| --------------------- | --------------------- | --------------------- | --------------------- | --------------------- | --------------------- | --------------------- |
| 17 試合               | (T)KO                 | 判定                  | その他                | 引き分け              | 無効試合              |                       |
| 13 勝                 | 0                     | 13                    | 0                     | 3                     | 0                     |                       |
| 1 敗                  | 0                     | 1                     | 0                     | 3                     | 0                     |                       |

| 勝敗 | 対戦相手         | 試合結果                 | 大会名                                                                                            | 開催年月日     |
| △    | ぱんちゃん璃奈   | 3R+延長1R終了 判定1-1    | KNOCK OUT 2025 vol.1                                                                              | 2025年2月9日   |
| ○    | KAI              | 3R終了 判定3-0           | Kings Cup 1st                                                                                     | 2023年6月11日  |
| ○    | 奥脇奈々         | 3R終了 判定3-0           | DUAL Presents Krush～RING OF VENUS～                                                              | 2023年4月28日  |
| ○    | マリーヌ・ビゲイ | 3R終了 判定3-0           | K-1 WORLD GP 2022 JAPAN ～RING OF VENUS～                                                         | 2022年6月25日  |
| ○    | チャン・リー     | 3R終了 判定3-0           | Krush.131                                                                                         | 2021年11月20日 |
| ○    | NOZOMI           | 3R終了 判定3-0           | ECO信頼サービス株式会社 PRESENTS K-1 WORLD GP 2021 JAPAN ～K-1ライト級タイトルマッチ～            | 2021年7月17日  |
| ×    | MIO              | 3R終了 判定0-3           | K-1 WORLD GP 2021 JAPAN ～K’FESTA.4 Day.2～                                                       | 2021年3月28日  |
| ○    | 優               | 3R終了 判定3-0           | ECO信頼サービス株式会社 PRESENTS K-1 WORLD GP 2020 JAPAN～K-1九州初上陸～                         | 2020年11月3日  |
| ○    | MOE              | 2分3R+延長1R終了 判定2-1 | Krush 107                                                                                         | 2019年11月8日  |
| ○    | ジョン・イェジン | 3R終了 判定2-0           | NEO GENERATION                                                                                    | 2014年12月14日 |
| ○    | 美保             | 2分5R終了 判定2-0        | J-NETWORK「J-GIRLS 2011 〜Born This Way FINAL〜」 【J-GIRLSアトム級タイトルマッチ】               | 2011年11月27日 |
| △    | 紅絹             | 2分3R終了 判定0-1        | J-NETWORK「J-GIRLS 2011 〜Born This Way 2nd〜」                                                   | 2011年7月10日  |
| △    | 日下部奈々       | 2分3R終了 判定1-0        | King of Strikers 6                                                                                | 2011年4月10日  |
| ○    | Little Tiger     | 2分3R終了 判定3-0        | J-NETWORK「J-GIRLS 女祭り 2010 〜戦う女は美しい〜」 【J-GIRLSアトム級タイトルマッチ】             | 2010年12月12日 |
| ○    | 美保             | 2分3R終了 判定3-0        | J-NETWORK「J-GIRLS Catch The stone〜10」 【J-GIRLSアトム級次期王座挑戦者決定トーナメント 決勝戦】 | 2010年9月20日  |
| ○    | 丸中雅恵         | 2分3R終了 判定3-0        | J-NETWORK「J-GIRLS Catch The stone〜9」 【J-GIRLSアトム級次期王座挑戦者決定トーナメント 準決勝】  | 2010年7月25日  |
| ○    | yu-kid           | 2分3R終了 判定3-0        | J-NETWORK「J-GIRLS Catch The stone〜8」 【J-GIRLSアトム級次期王座挑戦者決定トーナメント 1回戦】   | 2010年5月30日  |

### ボクシング
| プロボクシング 戦績 | プロボクシング 戦績 | プロボクシング 戦績 | プロボクシング 戦績 | プロボクシング 戦績 | プロボクシング 戦績 | プロボクシング 戦績 |
| ------------------- | ------------------- | ------------------- | ------------------- | ------------------- | ------------------- | ------------------- |
| 7 試合              | (T)KO               | 判定                | その他              | 引き分け            | 無効試合            |                     |
| 7 勝                | 2                   | 5                   | 0                   | 0                   | 0                   |                     |
| 0 敗                | 0                   | 0                   | 0                   | 0                   | 0                   |                     |

| 戦           | 日付           | 勝敗 | 時間    | 内容    | 対戦相手                         | 国籍 | 備考                                  |
| ------------ | -------------- | ---- | ------- | ------- | -------------------------------- | ---- | ------------------------------------- |
| 1            | 2012年4月15日  | ☆    | 4R      | 判定3-0 | モッタノーイ・ソースックラート   | タイ | プロデビュー戦                        |
| 2            | 2012年9月30日  | ☆    | 4R      | 判定3-0 | 田中奈浦子(フュチュール)         | 日本 |                                       |
| 3            | 2012年12月8日  | ☆    | 1R 1:21 | KO      | ニンパヤーシットサイトーン       | タイ |                                       |
| 4            | 2013年2月9日   | ☆    | 6R      | 判定3-0 | 岩川美花(井岡)                   | 日本 | G Legendアトム級王座決定戦            |
| 5            | 2013年8月11日  | ☆    | 3R 1:22 | TKO     | ペットナリー・ソー・プライトーン | タイ |                                       |
| 6            | 2013年12月20日 | ☆    | 8R      | 判定3-0 | チャマゴーン・シットサイトーン   | タイ |                                       |
| 7            | 2014年2月9日   | ☆    | 10R     | 判定2-1 | 弘蘇云                           | 韓国 | WBO女子世界ミニフライ級タイトルマッチ |
| テンプレート |                |      |         |         |                                  |      |                                       |

### アマチュアキックボクシング
| 勝敗 | 対戦相手   | 試合結果           | 大会名                                                                                             | 開催年月日    |
| ○    | 日下部奈々 | 90秒3R終了 判定3-0 | J-NETWORK「J-GIRLS Catch The stone〜8」 【J-GIRLSジュニア50タイトルマッチ】                        | 2009年9月27日 |
| ×    | 日下部奈々 | 90秒3R終了 判定0-3 | J-NETWORK「J-GIRLS Final Stage 2008」 【U-15ストロベリートーナメント50kg以下クラスタイトルマッチ】 | 2008年11月9日 |
| ×    | 陣内まどか | 90秒3R終了 判定0-2 | J-NETWORK「2007年女祭り Final round」 【セミプロファイト特別ルール】                               | 2007年5月20日 |

## 獲得タイトル
キックボクシング
- 第2代J-GIRLSアトム級王座

プロボクシング
- 初代G Legendアトム級王座
- WBO女子世界ミニフライ級王座（防衛0=返上）